# Boleszewo
Boleszewo [bɔlɛˈʂɛvɔ] là một ngôi làng thuộc khu hành chính của Gmina Sławno, thuộc hạt Sławno, Zachodniopomorskie, ở phía tây bắc Ba Lan. Nó nằm khoảng 7 kilômét (4 mi)   phía tây Sławno và 169 km (105 mi) về phía đông bắc của thủ đô khu vực Szczecin.
Trước năm 1648, khu vực này là một phần của Duchy of Pomerania, 1648-1945 Phổ và Đức. Đối với lịch sử của khu vực, xem Lịch sử của Pomerania.
Ngôi làng có dân số là 466 người.